# Beacon (ort i Australien)
Beacon är en ort i Australien. Den ligger i kommunen Mount Marshall och delstaten Western Australia, omkring 250 kilometer nordost om delstatshuvudstaden Perth. Antalet invånare är 181.
Trakten runt Beacon är nära nog obefolkad, med mindre än två invånare per kvadratkilometer.. Det finns inga andra samhällen i närheten.
Omgivningarna runt Beacon är i huvudsak ett öppet busklandskap. Genomsnittlig årsnederbörd är 354 millimeter. Den regnigaste månaden är januari, med i genomsnitt 48 mm nederbörd, och den torraste är december, med 11 mm nederbörd.